# Allium carlstroemi
Allium carlstroemi — вид рослин з родини амарилісових (Amaryllidaceae); ендемік Греції.

## Опис
Цибулина яйцювата, 0,8 × 1.35 см, зовнішня оболонка темно-коричнева, а внутрішня — білувата; цибулинки відсутні. Стеблина гола, зеленувато-червона/пурпурна, дещо гнучка, 5–14 см завдовжки та 1 мм шириною, укритий листовими піхвами на 1/4 довжини. Листків 3, іноді злегка шорсткі, напівциліндричні, до 18 см завдовжки та 0.8 мм завширшки. Суцвіття нещільне, 3–5.5 см завширшки, 6–44 квіткове; квітоніжки пурпуруваті, нерівні. Оцвітина конічно-дзвінчаста, з рівними листочками, які прозоро пурпурувато-рожево-бузкові, довгасті й округлі на верхівці завдовжки 4 мм, шириною 2 мм. Тичинкові нитки пурпуруваті; пиляки жовті. Коробочка триклапанна, куляста, коричнева, трохи притиснута до основи, 2.5–3 × 1.8–2 мм. Насіння чорнувате.
Період цвітіння: кінець квітня — середина травня.

## Поширення
Ендемік Греції — острів Симі (Південно-Східні Егейські острови). 
Зростає на частково затінених ділянках у полозі хвойних лісів на багатих вапняками ґрунтах, що виникають внаслідок відслонень гірських порід.

## Етимологія
Назва нового виду присвячена А. Карлстрему, який раніше вивчав судинну флору Південно-Східних Егейських островів та Південно-Західної Туреччини.